# Policijska ura
Policijska ura ali omejitev gibanja v nočnem času je odredba, ki določa čas, v katerem veljajo določeni omejevalni predpisi glede gibanja v nočnem času. Običajno se nanaša na čas, ko se morajo posamezniki vrniti in ostati v svojih hišah ali domovih. Takšen ukaz lahko izdajo javni organi, lahko pa tudi lastnik hiše tistim, ki živijo v nekem gospodinjstvu. Na primer dekletu au pair pogosto določijo policijsko uro, ki ureja, kdaj se mora zvečer vrniti na dom družine gostitelja.
Policijska ura je pogost element nadzora v vojnem stanju, izvaja pa se lahko tudi za zagotavljanje javne varnosti v primeru nesreče ali krize. V zgodovini so tak ukrep uvedle različne države, na primer med drugo svetovno vojno in zalivsko vojno. Čeprav se lahko policijska ura v določenih okoliščinah obravnava kot nujen ukrep, pomembno vpliva na človekove pravice, vprašljiva pa je tudi njena učinkovitost. Uveljavitev policijske ure nesorazmerno vpliva na marginalizirane skupine, vključno z brezdomci in ljudmi z omejenim dostopom do prevoza.
Med pandemijo covida-19 so v več državah, med drugim v Franciji, Italiji in na Poljskem, uvedli policijsko uro kot ukrep za omejevanje širjenja virusa, vendar so nedavne študije pokazale, da je bil učinek zanemarljiv ali ga ni bilo in da se je prenos virusa morda celo povečal. Uporaba policijske ure med pandemijo je bila povezana s kršitvami človekovih pravic in poslabšanjem duševnega zdravja, zlasti med ženskami in mladimi, kar še dodatno otežuje njeno uporabo kot nadzorni ukrep. Policijska ura vpliva tudi na prometno varnost, saj so študije pokazale zmanjšanje števila prometnih nesreč med policijsko uro, vendar povečanje števila prometnih nesreč pred njo zaradi hitenja.

## Slovenija
Na Slovenskem je bila policijska ura prvič uvedena februarja 1942 na območju italijanske okupacije, v samostojni Sloveniji pa oktobra 2020 ob epidemiji Covida-19. Ukrep je bil sprejet na pobudo vladne strokovne skupine za covid-19, ki jo je vodila infektologinja Bojana Beović. Na Ministrstvu za notranje zadeve so pojasnili, da je bil ukrep sprejet na podlagi Zakona o nalezljivih boleznih, in priporočili, da se namesto izraza policijska ura uporablja izraz epidemiološka ura.
Po poročanju portala Necenzurirano je vlada koristnost tega ukrepa na zahtevo Ustavnega sodišča utemeljevala z raziskavo, ki je pokazala koristnost sklopa ukrepov za preprečevanje širjenja covida-19, med katerimi je bil tudi ta, v specifičnem kontekstu prebivalstva Francoske Gvajane. Policijska ura je veljala od 20. oktobra 2020 do 12. aprila 2021, skupno 174 dni. Ivan Eržen, sodni izvedenec za epidemiologijo in nekdanji direktor Nacionalnega inštituta za javno zdravje, je ukrep označil za popolnoma nepotreben.
Aprila 2023 je Ustavno sodišče sporočilo, da odlokov o epidemiološki uri ne bo vsebinsko presojalo. Pojasnilo je, da praviloma presoja samo veljavne predpise, neveljavne pa samo takrat, ko je to pravovarstveno potrebno, ker še ni so bile odpravljene posledice protiustavnosti in zakonitosti. Poleg tega naj bi iz pobude za ustavno presojo ne bilo mogoče razbrati, katere predpise zadeva, v nekaterih delih pa se je pobuda nanašala na splošno ravnanje vlade in ne na pravne predpise. Sodnica Neža Kogovšek Šalamon je v ločenem mnenju opozorila, da bi se sodišče o tem moralo izreči, saj verjetnost tovrstnih ukrepov obstaja tudi v prihodnje. Opozorila je, da so se »države v času epidemije pogosto posluževale policijske ure in da so to počele na problematičen in nesorazmeren način, kar izhaja iz poročil mednarodnih organizacij o stanju človekovih pravic v tem času«.